# Сев'єрвілл (Теннессі)
Сев'єрвілл (англ. Sevierville) — місто (англ. city) в США, в окрузі Сев'єр штату Теннессі. Населення — 17 889 осіб (2020).

## Географія
Сев'єрвілл розташований за координатами 35°53′24″ пн. ш. 83°34′46″ зх. д. / 35.89000° пн. ш. 83.57944° зх. д. (35.890039, -83.579429).  За даними Бюро перепису населення США в 2010 році місто мало площу 62,79 км², з яких 62,51 км² — суходіл та 0,27 км² — водойми.

### Клімат
| Клімат : Сев'єрвілл                                                      | Клімат : Сев'єрвілл | Клімат : Сев'єрвілл | Клімат : Сев'єрвілл | Клімат : Сев'єрвілл | Клімат : Сев'єрвілл | Клімат : Сев'єрвілл | Клімат : Сев'єрвілл | Клімат : Сев'єрвілл | Клімат : Сев'єрвілл | Клімат : Сев'єрвілл | Клімат : Сев'єрвілл | Клімат : Сев'єрвілл | Клімат : Сев'єрвілл |
| Показник                                                                 | Січ.                | Лют.                | Бер.                | Квіт.               | Трав.               | Черв.               | Лип.                | Серп.               | Вер.                | Жовт.               | Лист.               | Груд.               | Рік                 |
| Абсолютний максимум, °C                                                  | 26,7                | 29,4                | 30,6                | 32,2                | 33,9                | 37,8                | 41,1                | 40,0                | 38,3                | 32,8                | 28,3                | 26,7                | 41,1                |
| Середній максимум, °C                                                    | 8,9                 | 12,2                | 17,2                | 21,7                | 26,7                | 30,6                | 31,7                | 31,7                | 28,3                | 22,8                | 16,7                | 10,6                | 21,6                |
| Середній мінімум, °C                                                     | −3,9                | −1,7                | 1,7                 | 6,7                 | 11,7                | 16,7                | 18,9                | 18,3                | 14,4                | 7,2                 | 1,7                 | −2,2                | 7,5                 |
| Абсолютний мінімум, °C                                                   | −31,1               | −26,7               | −20                 | −7,8                | −2,8                | −1,1                | 6,1                 | 5,0                 | −0,6                | −7,2                | −13,9               | −25                 | −31,1               |
| Норма опадів, мм                                                         | 104                 | 100                 | 105                 | 96                  | 116                 | 95                  | 110                 | 84                  | 84                  | 62                  | 89                  | 103                 | 1148                |
| ------------------------------------------------------------------------ | ------------------- | ------------------- | ------------------- | ------------------- | ------------------- | ------------------- | ------------------- | ------------------- | ------------------- | ------------------- | ------------------- | ------------------- | ------------------- |
| Джерело: https://weather.com/weather/monthly/l/Sevierville+TN+37862:4:US |                     |                     |                     |                     |                     |                     |                     |                     |                     |                     |                     |                     |                     |

## Демографія
Згідно з переписом 2010 року, у місті мешкало 14 807 осіб у 5979 домогосподарствах у складі 3706 родин. Густота населення становила 236 осіб/км².  Було 7764 помешкання (124/км²).
Расовий склад населення:
| - 88,9 % — білих - 1,5 % — чорних або афроамериканців - 1,3 % — азіатів - 0,6 % — корінних американців - 6,1 % — осіб інших рас |

До двох чи більше рас належало 1,7 %. Частка іспаномовних становила 10,3 % від усіх жителів.
За віковим діапазоном населення розподілялося таким чином: 22,2 % — особи молодші 18 років, 60,0 % — особи у віці 18—64 років, 17,8 % — особи у віці 65 років та старші. Медіана віку мешканця становила 38,2 року. На 100 осіб жіночої статі у місті припадало 91,6 чоловіків;  на 100 жінок у віці від 18 років та старших — 87,3 чоловіків також старших 18 років.
Середній дохід на одне домашнє господарство  становив 55 040 доларів США (медіана — 34 833), а середній дохід на одну сім'ю — 57 581 долар (медіана — 40 250). Медіана доходів становила 31 741 долар для чоловіків та 29 609 доларів для жінок. За межею бідності перебувало 25,3 % осіб, у тому числі 41,8 % дітей у віці до 18 років та 10,5 % осіб у віці 65 років та старших.
Цивільне працевлаштоване населення становило 7509 осіб. Основні галузі зайнятості: мистецтво, розваги та відпочинок — 40,7 %, роздрібна торгівля — 12,9 %, науковці, спеціалісти, менеджери — 10,4 %, освіта, охорона здоров'я та соціальна допомога — 8,3 %.